# (36578) 2000 QQ124
2000 QQ124 (asteroide 36578) é um asteroide da cintura principal. Possui uma excentricidade de 0.15281970 e uma inclinação de 8.22435º.
Este asteroide foi descoberto no dia 29 de agosto de 2000 por LINEAR em Socorro.